# Affaire Apollonia
Pour les articles homonymes, voir Apollonia.
 (juin 2025).
Le texte peut changer fréquemment, n’est peut-être pas à jour et peut manquer de recul. 
Le titre et la description de l'acte concerné reposent sur la qualification juridique retenue lors de la rédaction de l'article et peuvent évoluer en même temps que celle-ci.
L'affaire Apollonia est un scandale immobilier révélé en 2009 impliquant des particuliers floués par les pratiques non réglementaires de la société immobilière Apollonia. L'ampleur de cette affaire tient au niveau de l'escroquerie (1,2 milliard d'euros) et à la qualité des personnes escroquées (essentiellement des professions libérales : médecins, chirurgiens, chercheurs, directeur d'établissement hospitalier).

## Origine de l'affaire
La société Apollonia est fondée en 1997 , par Moussa-Jean Badache (ancien commercial au sein d'une société de défiscalisation dénommée MONALISA), qui sera plus tard qualifié de concepteur de l'escroquerie présumée, et son épouse Viviane, esthéticienne. Domiciliée à Aix-en-Provence, son activité est la commercialisation de biens immobiliers défiscalisés qu'elle a pratiquée de 1998 à 2009 avec la vente de 7 500 appartements.
En 2008, la société réalise un chiffre d'affaires de 36 millions d'euros avec un effectif de 30 personnes.
L'activité est basée sur la commercialisation d'investissements locatifs sous le régime fiscal immobilier, alors nouvellement mis en place, du loueur en meublé professionnel (LMP) ; comme dans le cadre de l'investissement locatif, les loyers payés par le locataire permettent sur le papier de rembourser la banque. Les acquéreurs bénéficient au passage d'un avantage fiscal conséquent puisqu'il s'agit d'un bien à but locatif professionnel : l’État rembourse le montant de la TVA à 19,6 %. Ainsi, un couple emprunteur achetant un bien immobilier de 240 000 € se voit rembourser 40 000 €.

## Révélation du scandale
Parmi les pratiques litigieuses sont relevées, d'une part, la falsification des revenus des emprunteurs et, d'autre part, une surévaluation de la valeur immobilière et des loyers des biens de 2,5 à 6 fois leur prix.
En raison des loyers faussement évalués, les investisseurs particuliers se retrouvent dans l'impossibilité de faire face aux échéances des prêts immobiliers lorsque le logement n'est pas occupé par un locataire payant, ou quand les loyers sont, parfois, bloqués par des syndics.
Les patrimoines immobiliers atteignent alors jusqu'à 9 millions d'euros et certains particuliers dont l'endettement peut atteindre 400 % de leurs revenus se retrouvent alors poursuivis individuellement par les banques après qu'ils ont cessé de rembourser leurs crédits. Les loyers, lorsqu'ils sont perçus, sont saisis par les établissements bancaires. Dans le cadre de décisions de justice, certains voient leurs biens saisis en garantie du prêt. Certains, à la retraite, se retrouvent obligés de reprendre une activité professionnelle pour rembourser les crédits qu'ils ont contractés. Il est à noter qu'aucun investisseur n'a fait appel à la commission de surendettement pour régler leur litige avec les banques.
Les dirigeants de la société Apollonia sont mis en examen pour escroquerie immobilière présumée à la suite d'une plainte déposée le 8 avril 2008 par les avocats du collectif des victimes. Jean Badache est incarcéré pendant trois mois à la prison des Baumettes. Il sera libéré contre une caution de 5 millions d'euros.
Les premières mises en examen commencent en 2009. Les interrogatoires judiciaires se poursuivent de 2011 à 2012 puis 2014. Ils mettent en lumière les pratiques commerciales de la société de gestion aixoise : la falsification des relevés de comptes et ressources des investisseurs, surestimation des prix des logements afin de faire valider les dossiers auprès des banques et création d'une situation de surendettement par empilement des prêts immobiliers.
De même, les offres de prêts ne sont pas envoyés par les banques à l'emprunteur mais à la société Apollonia directement ce qui permet de masquer l'étendue de l'endettement aux investisseurs.
Les investisseurs, la plupart professionnels du monde la santé (chirurgiens, médecins, directeurs de clinique, etc.), se regroupent alors en association, l’association des victimes d’Apollonia, qui compte 400 adhérents, pour défendre leurs droits.
Au cours de l'enquête, les avocats des parties civiles vont s'efforcer, en outre, de mettre en lumière le rôle des différents intervenants qui ont travaillé avec la société Apollonia à savoir les notaires et les banques. Des notaires sont mis en examen dans l'attente d'un jugement. Les banques ne sont finalement pas mises en examen mais restent entendues en tant que témoins assistés tandis qu'une procédure concernant le viol de la loi Scrivener et les concernant directement et constituant « le cœur de l’escroquerie de l’affaire Apollonia » reste toujours active à ce jour et en attente d'instruction.
Le 31 janvier 2010, trois notaires de Marseille, qui réalisaient 70 % de leur activité avec la société Apollonia, sont mis en examen pour faux en écriture, et complicité d'escroquerie. Ils sont incarcérés pendant deux mois à la prison des Baumettes et libérés sous caution,.
Fin 2013, la chambre régionale de discipline du conseil régional des notaires de la cour d'appel d'Aix prononce des sanctions disciplinaires à l'encontre des trois notaires (deux Aixois et un Marseillais), condamnés pour l'un à une simple injonction et les deux autres à des interdictions d'exercer de 10 mois et un an. La chambre leur a notamment reproché des « manquements à leurs obligations de conseils, de renseignements, de prudence, de probité et d'impartialité ».
À noter que les trois officiers ministériels, qui demeuraient parallèlement toujours mis en examen dans le volet judiciaire de l'affaire pour faux en écritures publiques, bénéficient finalement d'un non-lieu sur cette infraction.

### Le rôle des banques «entravé» par l'escroquerie d'Apollonia?

#### Le devoir de conseil
Acteurs essentiels du système économique immobilier, le rôle des banques est également analysé. Lors de l'examen des dossiers de leurs clients, Mes Jacques Gobert, Cécile Pion et Christophe Jervolino, alors associés, détectent plus de 300 anomalies dans la délivrance des offres des prêts immobiliers.
D'après les avocats des parties civiles, dès octobre 2006, le Crédit mutuel, la BNP Paribas et le Crédit agricole et le Crédit immobilier de France Rhône-Alpes-Auvergne auraient été informés des « pratiques préjudiciables » de la société Apollonia en 2006 à la suite de la transmission du rapport de Monsieur Jean-Paul Pattyn mandaté par le tribunal de commerce d'Antibes sur l'endettement à 70 % d'un client d'Apollonia. Or, à l’exception du Crédit mutuel, tous les établissements bancaires auraient continué leur collaboration avec la société de gestion jusqu’en 2009, date des premières mises en examen dans ce dossier.
Dans leur volonté d'incriminer les banques, les avocats des parties civiles soutiennent que le juge a procédé à des interrogatoires judiciaires qui sont relatés par les parties civiles comme laissant penser, par exemple, que des employés du Crédit immobilier de France Rhône-Alpes-Auvergne (Cifraa) accordaient des prêts en se basant uniquement sur le dossier constitué par la société de gestion, et ce sans effectuer le contrôle des équilibres financiers et la qualité des informations remises. En outre, l'établissement ainsi que ses consœurs, l'aurait effectué sans le vérifier, et sans jamais avoir échangé ni rencontré les ménages qui les souscrivaient. Ainsi, le 21 octobre 2011, lors de son interrogatoire, le directeur des engagements du Cifraa, à la question portant sur le devoir de conseil « Comment pouviez-vous exercer ce devoir sans jamais rentrer en contact avec vos clients ? », répond : « Vis-à-vis du client, on ne l'exerçait pas, puisqu'on n'avait pas de contact avec lui. »
Dans l’arrêt du 22 juin 2011 de la chambre d’instruction de la cour d’appel d’Aix-en-Provence, cité par Que choisir, la directrice de l’époque du Cifraa déclare que l’établissement de crédit « finissait par reconnaître que l’organisation mise en place avait pour effet, sinon pour objet, d’être suffisamment approximative pour que ne soit pas décelé le caractère anormal des modalités de fonctionnement imposées par Apollonia. »
Cette interprétation basée sur les PV de l’instruction est contredite par plusieurs jugements au civil dont celui de la cour d’appel de Lyon qui précise de manière définitive qu’« aucun élément n’établit que le Cifraa ait pu, d’une façon quelconque, avoir connaissance du processus ayant consisté à faire souscrire aux emprunteurs d’autres crédits destinés à financer d’autres acquisitions concomitantes et non mentionnés sur la fiche de situation des emprunteurs sur laquelle il s’est fondé pour accorder le prêt litigieux. »
Par ailleurs, le juge d’instruction estime qu’il n’y avait pas lieu de mettre en examen le Crédit immobilier de France, ni aucune des autres banques. Cette décision est confirmée par la chambre de l’instruction de la cour d’appel d’Aix. À ce jour[Quand ?], le juge d’instruction a signifié aux parties la fin de son travail d’enquête (article 175) sans que les banques soient mises en examen. Elles ne seront donc pas renvoyées devant le tribunal correctionnel mais demeurent témoins assistés.
En parallèle, une « procédure concernant le recel des actes frauduleux détenus par le Crédit immobilier de France Développement est transmise devant la Cour de cassation. Et quatre cadres parmi les membres les plus importants de l'état-major du Cifraa dont notamment le directeur général, le directeur des relations clientèles, le directeur des engagements et la directrice commerciale voient leur mise en examen confirmée en 2018. Ces cadres bénéficieront finalement d'un non-lieu.
Les établissements bancaires n'ont donc pas été renvoyés devant le tribunal correctionnel et se sont portés partie civile.

##### Non-respect de la loi Scrivener
Les parties civiles ont également mis en cause les banques pour le non-respect de la loi Scrivener. Cette loi, du 10 janvier 1978 et du 13 janvier 1979, complétée et renforcée au cours des années suivantes, oblige les établissements bancaires à fournir à l’emprunteur l'ensemble des informations financières de son prêt immobilier sur la forme d'une offre papier en double exemplaire sur lesquelles il pourra appuyer sa réflexion. En outre, elle permet au futur emprunteur de disposer d’un délai légal et incompressible de 10 jours afin d’examiner si l’offre préalable de prêt lui convient et de la comparer à d’éventuelles offres concurrentes. En outre, la loi impose l'envoi par voie postale de l'offre de prêt directement à l'investisseur.
En novembre 2011 le directeur des engagements du Cifraa (établissement aujourd'hui disparu et remplacé par Credit immobilier de France Développement ou CIFD en 2015) déclarait lors de son interrogatoire par la juge en 2011 : « On savait, au niveau du comité directeur, que les offres de prêt était adressée à l'apporteur [...]. Nous avons collégialement accepté les risques vu la qualité de l'apporteur Apollonia et la qualité des dossiers apportés par Apollonia. »
Ce volet de l’affaire fait l’objet d’une instruction séparée qui se termine par une ordonnance de non-lieu général le 22 février 2022 confirmée par un arrêt définitif de la chambre de l'instruction le 15 mars 2023.

## Suites judiciaires
En effet, en juillet 2012, les établissements bancaires ont été mis en examen en tant que personnes morales.
Le 7 décembre 2012, la cour d'appel d'Aix-en-Provence annule la procédure pour le CIFD, et celle de sa filiale Cifraa en Rhône-Alpes-Auvergne, celle de la fédération régionale du Crédit mutuel méditerranéen et de sa caisse locale de l'Étang de Berre et plaçant ses établissements sous statuts de témoins assistés et ce malgré la demande de maintien en examen formulée par le Parquet général en novembre 2012. En outre, les dispositifs de contrôle judiciaire avec cautionnements de 55 millions d'euros pour le CIF et de 8 millions d'euros pour le Crédit mutuel sont également annulés. Seule la Banque Patrimoine et Immobilier (BPI), filiale du Crédit immobilier de France (CIF), voit la confirmation de sa mise en examen, pour escroqueries en bande organisée, le juge estimant que seule la BPI pouvait avoir une connaissance suffisante, au moment des faits, des pratiques frauduleuses d'Apollonia.
À la suite de la décision de la cour d'appel d'Aix-en-Provence, l'Association nationale des victimes de l'immobilier décide de se pourvoir en cassation précisant : « Notre détermination demeure entière pour obtenir réparation. C'est pourquoi nous avons décidé, au vu des irrégularités constatées dans le jugement, de nous pourvoir en cassation. »
Parallèlement, cette Association, dans un appel public à l'Autorité de contrôle prudentiel et de résolution (ACPR) en date du 22 octobre 2014, demande à cette dernière de publier le rapport d'audit général diligenté en 2010 sur les conditions dans lesquelles les banques ont géré l’intermédiation et ce, à la suite des premiers contentieux apparus en 2009. Les résultats n'ont pas à ce jour, été rendus publics.
En 2016, le dossier incluait 86 tomes de plus de 72 000 pages et 32 personnes ont été mises en examen pour les chefs d'accusation suivants : « escroquerie commise en bande organisée », « faux et usage », « publicité de nature à induire en erreur », « tromperie », « infractions au démarchage bancaire ou financier », « exercice illégal de l’activité d’intermédiaire en opération de banque », « abus de confiance », « abus de biens sociaux », « entrave aux fonctions de commissaire aux comptes », « faux et usage de faux en écriture publique authentique par personne chargée d’une mission de service public agissant dans l’exercice de ses fonctions ou de sa mission », « blanchiment d’escroquerie en bande organisée ».
Le 20 mai 2016, la cour d'appel d'Aix-en-Provence, confirme dans son arrêt l’ordonnance du juge d’instruction qui refusait d’instruire sur certains faits et ce, malgré les demandes répétées de parties civiles concernant des actes des banques et ce, en vertu de l'article 82-1 du code pénal.
Le 5 janvier 2017, la Cour de cassation, sollicitée par Me Gobert et ses associés, Mes Cécile Pion et Christophe Jervolino, casse l'arrêt de la cour d'appel d'Aix-en-Provence pour avoir dénaturé les motifs de la plainte initiale du 8 avril 2012, et lui demande de revoir l'ensemble du dossier d'instruction pour avoir ignoré les demandes d'informations complémentaires sollicitées par les parties civiles et notamment le non-respect présumé du code de la consommation. Le point principal porte sur la violation du délai légal de 10 jours instauré par la loi Scrivener dans le cadre d'une offre de prêt immobilier par un établissement bancaire et protégeant tout investisseur (voir plus haut).
En mars 2018, la justice confirme la mise en examen de 14 personnes dont 6 responsables d’Apollonia, 3 clercs et notaires, 4 cadres bancaires du Crédit immobilier de France et un de GE Money Bank. Les époux Badache sont placés sous contrôle judiciaire et également poursuivis dans le cadre d'une enquête pour évasion fiscale.
Le 5 juin 2019, la chambre de l’instruction de la cour d’appel d’Aix-en-Provence estime que les banques ne doivent pas être mises en examen dans le dossier Apollonia. Cette décision met fin à dix années de débats judiciaires sur le rôle des banques. Elles ne seront donc pas renvoyées devant le tribunal correctionnel mais demeurent témoins assistés. En parallèle, une « procédure concernant le recel des actes frauduleux détenu par le Crédit immobilier de France Développement, a été transmise devant la Cour de cassation. Quatre cadres parmi les membres les plus importants de l'état-major du Cifraa — le directeur général, le directeur des relations clientèles, le directeur des engagements et la directrice commerciale — voient leur mise en examen confirmée.
Les mises en examens seront levées, et les cadres bénéficieront d'un non lieu.
Le 25 mai 2022, le juge d’instruction rend une ordonnance renvoyant la société Apollonia et treize prévenus devant le tribunal correctionnel, notamment pour « escroquerie en bande organisée », « faux » et « blanchiment ». Le procès devait être initialement audiencé devant le tribunal correctionnel de Marseille au printemps 2023, mais il est reporté.
En 2023, 500 victimes environ ont été recensées et trois d'entre elles se sont suicidées. La valeur des biens immobiliers est dévalorisée en 2019 à hauteur de 60 à 40 % de leur prix d'achat initial.
À partir de novembre 2023, Mes Pion et Jervolino poursuivent seuls la défense de l'association Asdevilm-Anvi et de près de 200 familles parties civiles, soit la grande majorité des parties civiles.
Mes Pion et Jervolino ont également porté depuis près de 15 ans ce dossier tentaculaire sur d'autres aspects procéduraux :
- Les procédures en recouvrement forcé engagées par les établissements bancaires[20],[21].
- Les actions en réparation civiles dirigées contre les responsables identifiés dans chaque dossier.

### Le procès
Le 31 mars 2025, le tribunal judiciaire ouvre  finalement les débats devant la 6e chambre correctionnelle du tribunal judiciaire de Marseille sur le volet pénal de l'affaire après plus de 17 ans d'attente pour les victimes.
Les audiences se tiennent dans la salle « Procès hors norme » (PHN) sur le site de la caserne du Muy.
Au total, 15 prévenus, dont une société, un avocat et trois notaires, comparaissent pour des faits d’escroquerie en bande organisée, faux et usage de faux, et blanchiment en bande organisée. 762 personnes se sont portées partie civile dans cette affaire et sont représentées par 110 avocats.
Ce procès hors norme se termine le 9 juin 2025 après plusieurs semaines d'audience. Le jugement n'est pas attendu avant plusieurs mois.
La presse nationale couvre largement le déroulement de l'audience,,,,,. La télévision française rend compte également du procès,.